# Paolo Pulici
Paolo Pulici (né le 27 avril 1950 à Roncello, dans la province de Milan, en Lombardie) est un footballeur international italien évoluant au poste d'attaquant.

## Biographie
Pulici joue pour quatre clubs italiens durant sa carrière : l'AC Legnano, l'AC Torino, l'AC Udinese/Udinese Calcio et l'AC Fiorentina. Il est aussi sélectionné au sein de l'équipe d'Italie de football avec lequel il inscrit cinq buts en dix-neuf matchs.

## Palmarès
- Vainqueur du Championnat d'Italie de football en 1976 avec le Torino.

- Vainqueur de la Coupe d'Italie de football en 1971 avec le Torino.

- Meilleur buteur du Championnat d'Italie de football 1972-1973 avec 17 buts[1].
- Meilleur buteur du Championnat d'Italie de football 1974-1975 avec 18 buts[1].
- Meilleur buteur du Championnat d'Italie de football 1975-1976 avec 21 buts[1].

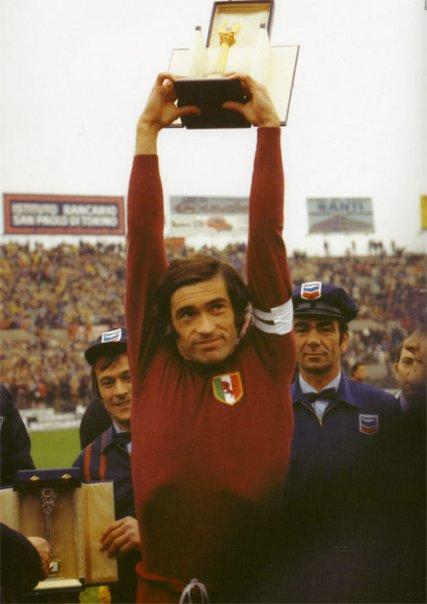
Paolo Pulici - Turin - Meilleur buteur de Serie A 1975-76